# Bärenberg
Bärenberg är en kulle i Österrike.   Den ligger i  förbundslandet Wien, i den östra delen av landet, 14 km väster om huvudstaden Wien. Toppen på Bärenberg är 436 meter över havet, eller 51 meter över den omgivande terrängen. Bredden vid basen är 1,1 km.
Terrängen runt Bärenberg är huvudsakligen kuperad, men österut är den platt. Runt Bärenberg är det mycket tätbefolkat, med 3 134 invånare per kvadratkilometer.. Närmaste större samhälle är Wien, 13,7 km öster om Bärenberg. 
I omgivningarna runt Bärenberg växer i huvudsak blandskog.